# Анисимов, Николай Николаевич
Никола́й Никола́евич Ани́симов (17.3.1906, Москва — 20.1.1938, Саратов) — деятель ВКП(б), 2-й секретарь обкома АССР Немцев Поволжья, 1-й секретарь Энгельсовского горкома. Входил в состав особой тройки НКВД СССР.

## Биография
Николай Николаевич Анисимов родился 17 марта 1906 года в Москве, в семье агронома-учителя. В 1920 году вступил в комсомол, стал организатором комсомольских ячеек и инструктором Черкасского окружкома комсомола. В 1920-22 годах работал в сельскохозяйственной коммуне Красюковской станицы Черкасского округа. Одновременно обучался на рабфаке Донского университета, в Сельскохозяйственной академии им. Тимирязева, где получил специальность агронома-экономиста.
В 1923 году Николай Анисимов вступает в кандидаты в члены ВКП(б), а с 1926 года становится членом. Далее, в 1925-26 годах работает в ЦКК и РКИ.
С 1927 года — аспирант и научный работник института Комакадемии ЦИК СССР, а с 1930 года — заместитель директора этого института, член редколлегии ежемесячного журнала академии «На аграрном фронте». В 1929 году участвовал на всесоюзном съезде аграрников-марксистов, где выступил с докладом.
В 1930 году привлекался ЦК ВКП(б) к подготовке материалов пленума ЦК и XVI съезда ВКП(б). В 1931-33 годах по направлению ЦК ВКП(б) читал лекции в Аграрном институте красной профессуры.
В 1933 году — ответственный инструктор Политуправления по МТС Наркомзема СССР. В 1934 году направлен на работу заместителем начальника политсектора Саратовского края.
С сентября 1934 года — 2-й секретарь обкома ВКП(б) АССР Немцев Поволжья. С декабря 1934 — кандидат в члены бюро Саратовского крайкома ВКП(б), член Саратовского крайисполкома и член президиума ЦИК АССР НП. На VI-й партийной конференции города Энгельса (26-27 августа 1936 года) избран первым секретарём Энгельсского горкома ВКП(б). Состоял в комиссии по подготовке проекта Конституции АССР Немцев Поволжья 1936 года. Этот период также отмечен включением его в состав особой тройки, созданной по приказу НКВД СССР от 30.07.1937 № 00447, однако он был снят с должности и исключен из партии ещё до этого приказа.

## Завершающий этап
26 июля 1937 года Николай Анисимов решением пленума обкома ВКП(б) АССР Немцев Поволжья был снят с должности секретаря горкома и одновременно выведен из состава бюро и пленума обкома. 27 июля 1937 года исключён из ВКП(б).
Арестован 17 августа 1937 года. Приговорён к ВМН ВКВС СССР 20 января 1938 г. Обвинён в антисоветской агитацию и участии в контрреволюционной организации. Расстрелян в день вынесения приговора. Место захоронения — Саратов. Реабилитирован 11 июня 1955 г. определением Военной коллегии Верховного суда СССР. Комитетом партийного контроля при ЦК КПСС восстановлен в партии.